# Pyrochroidae

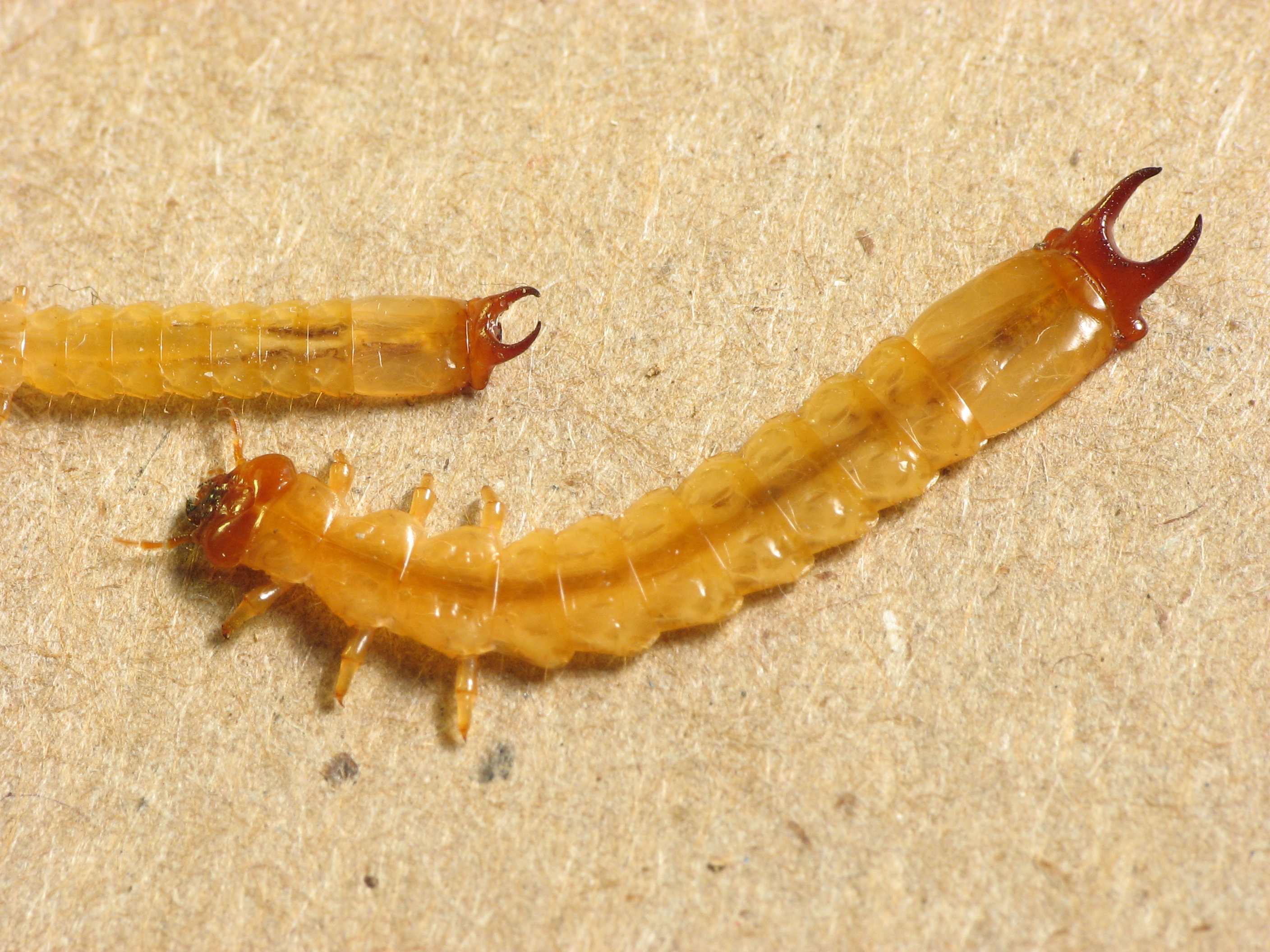
Dendroides canadensis (Pyrochroinae), larvas.

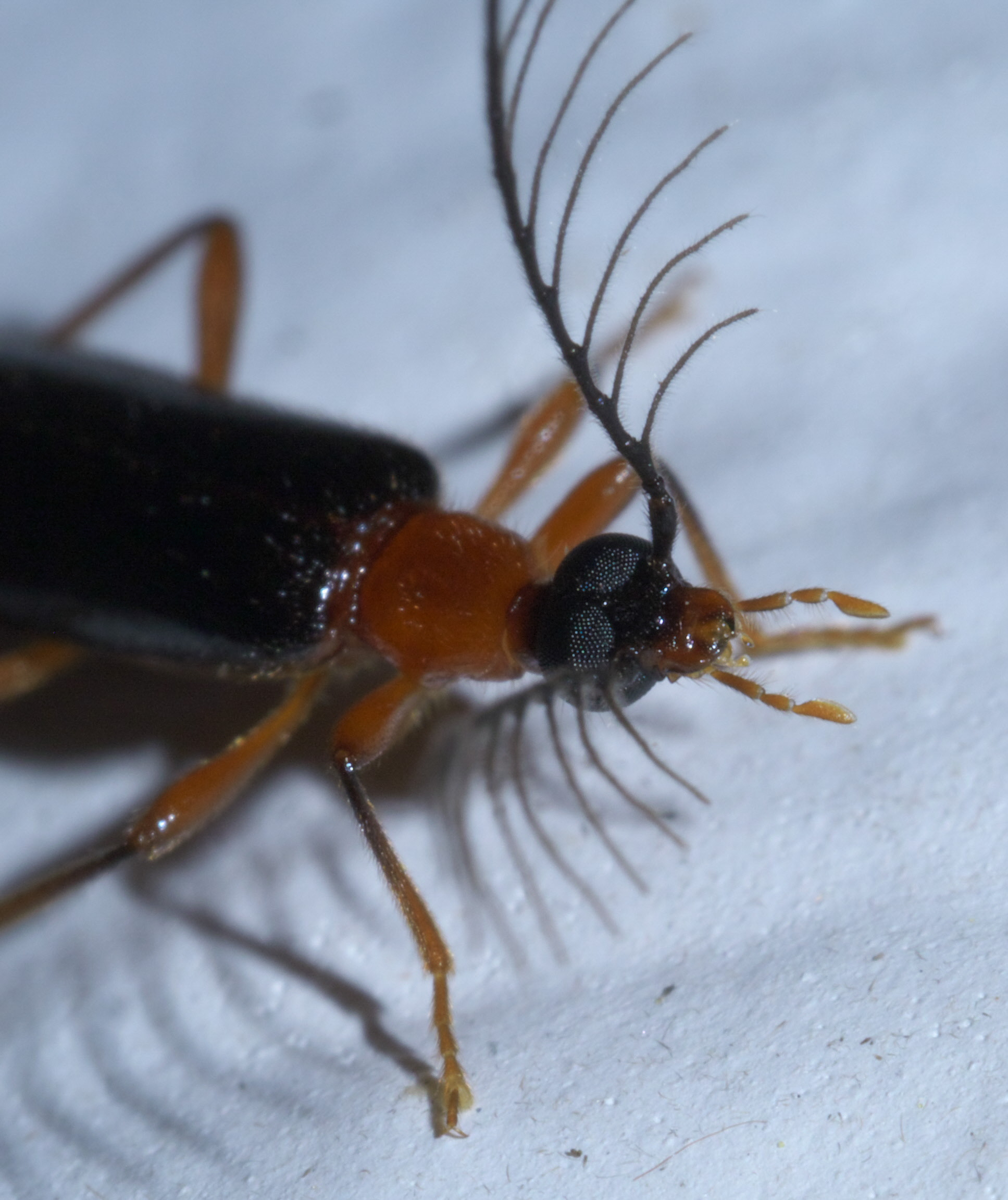
Dendroides canadensis, macho.

Los pirocróidos (Pyrochroidae) son una  familia de coleópteros polífagos. Comprende unas 170 especies en 30 géneros. Esta familia también incluye la mayoría de los antiguos miembros de la familia obsoleta Pedilidae. Son de distribución mundial.
Los adultos miden de 4 a 20 mm; las larvas hasta 25 mm. Generalmente son negros con algo de rojo (color fuego "pyro"). Muchas especies de la subfamilia Pyrochroinae tienen las antenas con forma de peine o con flagelo. Las larvas de Pyrochroinae se suelen encontrar bajo la corteza húmeda de árboles muertos. Generalmente se alimentan de hongos, pero también de otros insectos y aun algunos son caníbales. Los adultos de algunas especies son atraídos a cantaridina. Los machos usan la cantaridina como regalo nupcial para atraer hembras para aparearse. A su vez, las hembras usan la cantaridina para proteger los huevos después de depositarlos.

## Géneros
Incluye los siguientes géneros:
- Subfamilia: Agnathinae
  - Géneros: Agnathus - Cononotus
- Subfamilia: Pedilinae
  - Géneros: Anisotria - Pedilus - †Lithomacratria
- Subfamilia: Pilipalpinae
  - Géneros: Binburrum - Cycloderus - Exocalopus - Incollogenius - Malagaethes - Morpholycus - Paromarteon - Pilipalpus - Ranomafana - Techmessa - Techmessodes - Temnopalpus
- Subfamilia: Pyrochroinae
  - Géneros: Dendroides - Dendroidopsis - Eupyrochroa - Frontodendroidopsis - Hemidendroides - Himalapyrochroa - Neopyrochroa - Phyllocladus - Pogonocerus - Pseudodendroides - Pseudopyrochroa - Pyrochroa - Schizotus - Sinodendroides
- Subfamilia: Tydessinae
  - Géneros: Tydessa